# BBC BASIC
O BBC BASIC foi desenvolvido por Sophie Wilson em 1981 como linguagem de programação nativa para o computador doméstico BBC Micro, com microprocessador MOS Technology 6502. Era uma versão do BASIC adaptado para o projeto de ensino informatizado britânico idealizado pela BBC.
O BBC BASIC, baseado no antigo Atom BASIC (do Acorn Atom), estendeu o BASIC tradicional com procedures e funções nomeadas, laços REPEAT-UNTIL e estruturas IF-THEN-ELSE inspiradas pelo COMAL. O interpretador também incluía comandos poderosos para controlar os quatro canais de som do BBC Micro e seus modos gráficos de alta resolução.
Uma das características únicas do BBC BASIC era a presença de um editor Assembler embutido, permitindo que os usuários escrevessem programas em linguagem de máquina 6502. O Assembler era totalmente integrado ao interpretador BASIC e compartilhava variáveis com ele. Isto permitia aos desenvolvedores não apenas montar o código de máquina, mas também que o código BASIC gerasse código Assembler, tornando possível empregar técnicas de geração de código e até mesmo escrever compiladores simples em BASIC.
Existe uma versão moderna, para Windows, mantida por Russel (2018) e esta versão foi comparada à linguagem Python.